# Chlumec (Český Krumlov-i járás)
Chlumec település Csehországban, a Český Krumlov-i járásban. Chlumec Kamenný Újezd és Dolní Třebonín településekkel határos. Lakosainak száma 108 fő (2024. január 1.).

## Népesség
A település lakosságának változását az alábbi diagram mutatja:
| Lakosok száma | 144  | 153  | 152  | 79   | 63   | 55   | 104  | 105  | 101  | 108  |
|               | 1869 | 1890 | 1921 | 1950 | 1980 | 2001 | 2017 | 2019 | 2022 | 2024 |